# Amata sinica
Amata sinica är en fjärilsart som beskrevs av Obraztsov 1966. Amata sinica ingår i släktet Amata och familjen björnspinnare. Inga underarter finns listade i Catalogue of Life.